# Tennis de table aux Jeux olympiques d'été de 2004
Pour un article plus général, voir Tennis de table aux Jeux olympiques.
Navigation
Sydney 2000 Pékin 2008
Aux Jeux olympiques de 2004, les compétitions de tennis de table se tiennent au Gymnase olympique de Galatsi. Elles sont au nombre de quatre : simple messieurs, simple dames, double messieurs et double dames.

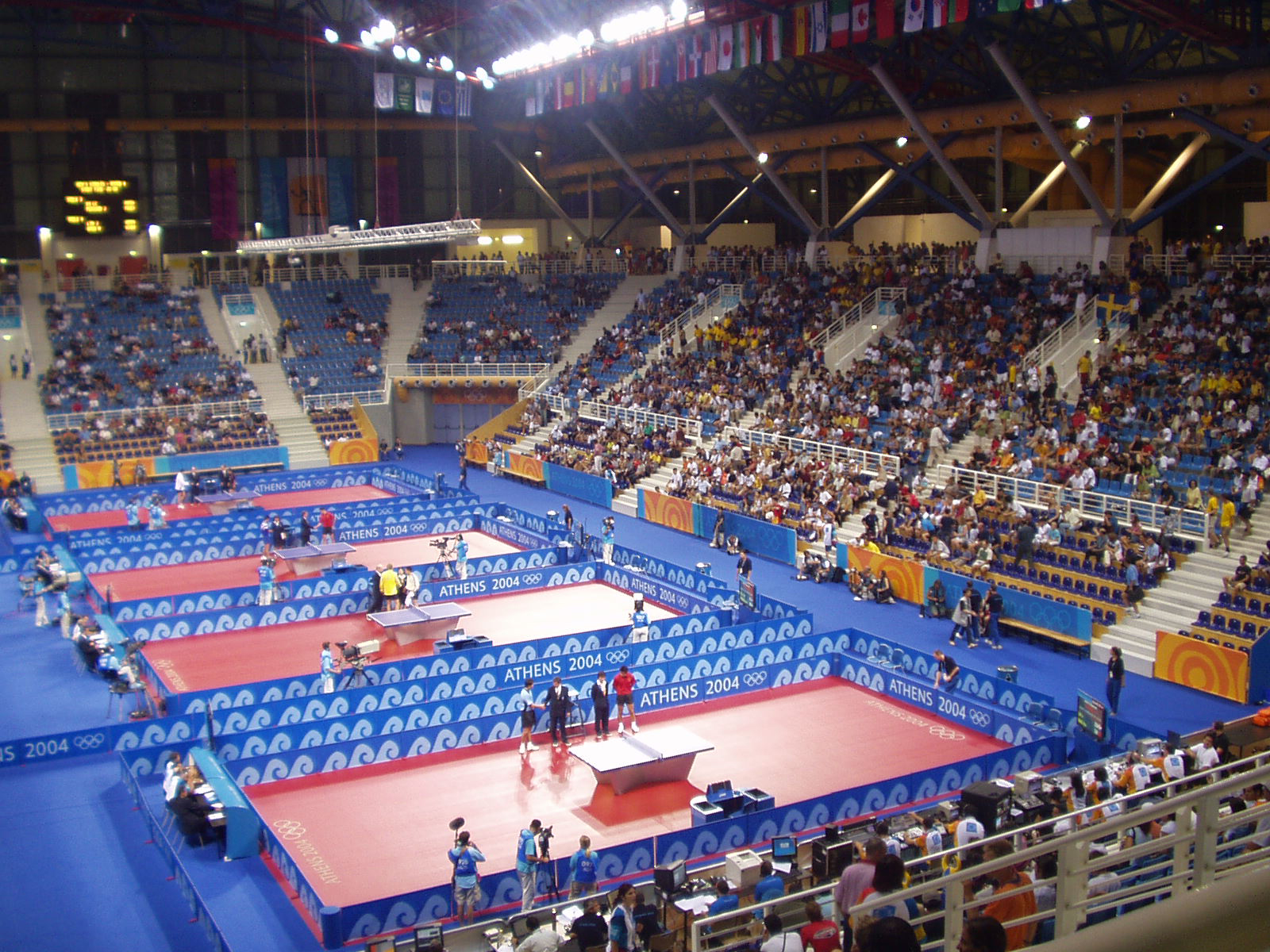
Tennis de table aux JO d'Athènes.

## Tableau des médailles
| Rang | Nation        | Or | Argent | Bronze | Total |
| ---- | ------------- | -- | ------ | ------ | ----- |
| 1    | Chine         | 3  | 1      | 2      | 6     |
| 2    | Corée du Sud  | 1  | 1      | 1      | 3     |
| 3    | Corée du Nord | 0  | 1      | 0      | 1     |
| 3    | Hong Kong     | 0  | 1      | 0      | 1     |
| 5    | Danemark      | 0  | 0      | 1      | 1     |

## Podiums
| Épreuve          | Or                    | Argent                  | Bronze                    |
| ---------------- | --------------------- | ----------------------- | ------------------------- |
| Simple messieurs | Ryu Seung-min         | Wang Hao                | Wang Liqin                |
| Simple dames     | Zhang Yining          | Kim Hyang-mi            | Kim Kyung-ah              |
| Double messieurs | Chen Qi Ma Lin        | Ko Lai Chak Li Ching    | Michael Maze Finn Tugwell |
| Double dames     | Wang Nan Zhang Yining | Lee Eun-sil Seok Eun-mi | Guo Yue Niu Jianfeng      |